# 11528 Mie
11528 Mie este un asteroid din centura principală de asteroizi.

## Descriere
11528 Mie este un asteroid din centura principală de asteroizi. A fost descoperit pe 3 decembrie 1991 la Yatsugatake de Yoshio Kushida și Osamu Muramatsu. Asteroidul prezintă o orbită caracterizată de o semiaxă mare de 2,61 ua, o excentricitate de 0,16 și o înclinație de 13,9° în raport cu ecliptica.